# Leitch Keir
Leitch Keir (* 22. Juni 1861 in Alloa, Schottland; † 29. Juni 1922 in Dumbarton) war ein schottischer Fußballspieler.

## Karriere
Leitch Keir wurde am 22. Juni 1861 in Alloa geboren. Er verbrachte seine gesamte Spielerkarriere beim FC Dumbarton. In den erfolgreichsten Jahren dieses Vereins gewann er zahlreiche Titel, darunter zweimal die schottische Meisterschaft 1891 und 1892, und einmal den Schottischen Pokal im Jahr 1883. In den Jahren 1887 und 1891 erreichte er zwei weitere Male das Endspiel im Pokal. Er war bekannt als „der Löwe“ und spielte als linker Außenläufer. Am 23. März 1885 absolvierte er sein erstes von fünf Länderspielen für die schottische Fußballnationalmannschaft gegen Wales bei einem 8:1-Sieg in Wrexham. In seinem dritten Spiel erzielte er ein Tor gegen England beim 3:2-Erfolg im März 1887 an der Leamington Road in Blackburn.

## Erfolge
mit dem FC Dumbarton:
- Schottischer Pokalsieger: 1883
- Schottischer Meister: 1891, 1892